# Nora Mebarek
Nora Mebarek (ur. 22 lipca 1972 w Port-Saint-Louis-du-Rhône) – francuska polityk i działaczka samorządowa algierskiego pochodzenia, posłanka do Parlamentu Europejskiego IX i X kadencji.

## Życiorys
Na początku lat 90. była pracownikiem w centrum socjalnym. Zasiadła w radzie miejskiej w Arles, pełniła funkcję zastępczyni mera, pracowała też w administracji aglomeracji. W 2004 dołączyła do Partii Socjalistycznej. Przez kilka lat była członkinią gabinetu prezydenta regionu PACA Michela Vauzelle. Weszła później w skład biura krajowego swojego ugrupowania, a także stanęła na czele partii w departamencie Delta Rodanu.
W wyborach w 2019 z listy skupionej wokół PS uzyskała mandat posłanki do Europarlamentu IX kadencji, jednak jego objęcie zostało zawieszone do czasu brexitu. W PE ostatecznie zasiadła w lutym 2020. Z powodzeniem ubiegała się o reelekcję w 2024.